# Лепсис, Александра Ивановна
Александра Ивановна Лепсис (1901, Чердынь Пермская губерния — после 1972 и до 1982 года) — следователь особого отдела Пермской ГубЧК.

## Биография
Александра Ивановна Лепсис  родилась 20 апреля 1900 г. в семье мещанина (ранее купца 2-й гильдии) Могильникова Ивана Егоровича (ум. 11.05.1911 г.) и его жены Екатерины Александровны (ум. в 1955 г., г. Москва), состоявших в браке второй раз.
,. Её отец  с братом  владели лесопильным заводом и судоверфью. Девочка рано лишилась отца. С 1909 по 1917 год училась в Чердынской женской гимназии, знала французский и латинский язык. Сразу по окончании гимназии вступила в партию левых эссеров, в которой состояла с апреля по август 1918 года. Как писала она позднее в своей автобиографии: «Вышла из партии, так как в корне разошлась с тактикой левых с.-ров и осознала, что только партия коммунистов — действительная выразительница воли пролетариата, с того времени работаю как член РКП(б)». В 1918 переехала в Пермь и поступила на медицинский факультета Пермского университета. Вынуждена была прервать образование из-за отсутствия средств к существованию.
Перед вступлением армии Колчака в Пермь была эвакуирована в составе губчека в Вятку.  До этой эвакуации состоялось её знакомство с секретарем Пермской губчека большевиком Р. К. Лепсисом, за которого она вышла замуж. В Вятке вступила в компартию в 1919 году, партбилет получила из рук своей подруги Галины Рычковой, работником горкома РКП(б).
13 августа 1919 года её приняли на работу следователем особого отдела Пермской губЧК. Отмечается, что «при поступлении на работу она получила рекомендации заведующего особым отделом губЧК Колобова, председателя ЧК Малкова и председателя Екатеринбургской губЧК Тунгускова».

В сентябре 1919 года Р. К. Лепсис отбывает из Вятки в Сибирь в связи с новым назначением. После назначения его председателем Енисейской ЧК, А. И. Лепсис переехала к мужу в Сибирь, где была «красноармейцем женотряда, оперуполномоченным, заместителем начальника отдела ЧК, военследователем, председателем воентрибунала». В 1922 году Р. К. Лепсиса перевели на работу в Среднюю Азию, а она вместе с годовалым сыном возвратилась в Пермь, где вновь вернулась к работе в системе ЧК. В Регистрационном листке сотрудника ЧК содержится краткая характеристика А. И. Лепсис:
Дельный, с широкой инициативой товарищ, способен с успехом выполнять любую из ответственных должностей, вплоть до члена коллегии.
В 1922 году оставила службу в ГубЧК в связи с поступлением в университет. Она училась на медицинском факультете Второго Московского государственного университета, получила высшее медицинское образование, в годы Великой Отечественной войны работала хирургом и начальником военного госпиталя в Свердловске, после войны жила и работала в Москве. Скончалась 25 марта 1977 г..

## Память
Галина Рычкова,  соученица Александры Могильниковой по Чердынской женской гимназии, оставила воспоминания о ней в книге 1972 года «Мгновения и годы». Например, о том что в феврале 1919 года в Вятке, куда Рычкова эвакуировалась из Перми перед вступлением в город колчаковских войск, именно семья Лепсис приютила её у себя.

## Семья
Супруг: Лепсис Роберт Кришьянович, начальник Пермского ревтрибунала в 1919 году, расстрелян в 1940 году, двое детей. Сын Роберт родился в г. Красноярск в 1921 году. Призван на фронт в 1941 году в Москве,  пропал без вести в июле 1941-го.
Братья  Александр, Иван, сестра Мария.